# Aricia
Aricia era un'antica cittadina del Lazio pre-romano, che sorgeva pressappoco sul luogo dell'attuale Ariccia, tra Albano e Genzano, sulla Via Appia. Rappresentava, al XVI miglio della Via Appia, la prima mansio o stazione di posta venendo da Roma (e l'ultima in senso opposto) ed era il secondo abitato civile dopo Bovillae.

## Storia
Si deve al poeta latino Publio Ovidio Nasone la diffusione della leggenda secondo cui Aricia sarebbe stata fondata da Ippolito, figlio del mitico re di Atene Teseo, accolto dalla dea Diana nel suo bosco sacro tradizionalmente identificato sui Colli Albani attorno all'attuale lago di Nemi: la città avrebbe preso il nome dalla moglie di Ippolito. Un erudito del Seicento, Filippo Cluverio, fece risalire la fondazione della città fino al 2752 a.C. basandosi sulla cronologia del mito; oggi si tende a collocare la prima urbanizzazione del sito di Aricia intorno al X o IX secolo a.C.
Il periodo di massima importanza della città fu quello tra la fine dell'età regia di Roma (509 a.C.) e la battaglia del lago Regillo (499 o 496 a.C.): è probabile che venisse insediato in questi anni nel territorio di Aricia il celebre santuario di Diana Aricina. Nel 504 a.C. la città si oppose ad un assedio da parte degli Etruschi guidati da Arrunte, figlio di Porsenna, che furono sconfitti con l'aiuto di Cuma nella battaglia di Aricia.
Gli Aurunci, in conseguenza all'attacco che i Romani portarono ai Volsci e alla città di Suessa Pometia, che fu rasa al suolo dai Romani nel 495 a.C. inviarono un'ambasceria a Roma, chiedendo per sé le terre tolte dai Romani ai Volsci di Ecetra e il ritiro della guarnigione romana lasciata a guardia della città. Al rifiuto di adire queste richieste, Romani e Aurunci si scontrarono nei pressi di Aricia; dopo una giornata di scontri durissimi, gli Aurunci furono sconfitti.

## L'impianto urbano
Aricia si sviluppava sia sul colle dell'Ariccia moderna che immediatamente ai piedi del colle, nella pianura vulcanica di Vallericcia.
L'Acropoli sorgeva sulla sommità dell'altura di Ariccia, e vi restano brandelli di agger (scoperti nel 1892), lo spesso muro (11,30 metri) che rafforzava la già naturalmente forte posizione del colle.
Le due vie principali della città, il cardo e il decumano, erano la Via Appia Antica, che allora come oggi passava a valle e che è ancora in uso seppur asfaltata, e una via che corrispondeva all'attuale Corso di Ariccia, e che scendeva a Vallericcia incontrandosi con l'Appia (attualmente questa arteria è denominata Via della Costa) e proseguendo poi verso Ardea.
Sull'asse della Via Appia Antica, che scendeva da Albano passando davanti alle catacombe di San Senatore e al monumento degli Orazi e dei Curiazi, prima che Pio IX facesse costruire il ponte di Ariccia, sorge una struttura integra, detta l'Osteriaccia. Forse questa struttura occupa l'area dell'antica stazione di posta romana, poiché vi si intravedono parti romane e medioevali che testimoniano una continuità d'uso.
Attorno all'Osteriaccia, gli scavi hanno portato in luce resti di terme, di un tempio e di un edificio in laterizio, e di una porta.
Una struttura veramente imponente è invece la sostruzione della Via Appia Antica, che risale il crinale del colle di Galloro verso Genzano. Nella prima metà dell'Ottocento la sostruzione era visibile per 231,25 metri per un'altezza di 13,20 metri; oggi ne restano visibili solo 198 metri per un'altezza di 11,56. Un'epigrafe ci informa che venne costruito sotto un tale Tiberius Latinus Pandusa, quatuorvir viarum curandarum, mentre in età augustea venne aggiunto un arco trionfale all'imbocco della salita.